# 마이더스 (드라마)
《마이더스》(영어: Midas)는 SBS의 월화 미니시리즈로, 2011년 2월 22일부터 2011년 5월 3일까지 방영한 드라마이다.

## 줄거리
기업간의 인수 합병을 소재로 하여, 돈에 대한 욕망을 향해 살아가는 사람들의 황금만능주의와 한탕주의에 빠진 세태를 그린 비즈니스 드라마

## 등장 인물

### 주요 인물
- 김도현 : 장혁 (1981년 4월 13일 서울 출생)

법무법인 '대정'의 변호사. 대한민국에서 최고라고 인정받는 대학의 상대를 나온 펀드매니저 출신이다. 인혜로부터 능력을 인정받다 '론 아시아'로 자리를 옮긴다. 사법연수원에서 우수한 성적을 받을 만큼 뛰어났지만, 유명 로펌 대신 잘 알려지지 않은 로펌인 '대정'으로부터 거액의 몸값을 받고 스카우트되었다. 궁핍한 상인인 어머니 밑에서 자랐고, 이런 성장과정으로 인해 돈의 중요성을 일찌감치 깨달았다. 상사인 인혜로부터 흥미로운 제안을 받고 일에 몰두하면서 가치관의 차이로 다툼이 잦아지게 돼 연인인 정연과 헤어지게 된다. 인혜로부터 인정을 받은 찰나, 한영은행 인수 사건으로 인혜로부터 내쳐져 수감 생활을 하게 되고 출소 후 그를 향한 복수의 칼날을 간다.
- 유인혜 : 김희애 (1970년 7월 30일 출생)

헤지 펀드 '론 아시아'의 대표이사. 유필상의 첫 번째 상간녀 오숙희의 딸. 유기준, 유성준으로부터 '상간녀의 딸'이라는 모욕을 당하면서 컸고 그 모욕을 갚아주기 위해 인진그룹 후계자가 되려는 야심을 갖는다. 대한민국 지하경제를 주름잡는 유필상이 뒤에서 든든하게 버텨주고 있다. 유필상이 유언장을 작성하고 있다는 사실을 알아챈 뒤, 도현을 끌어들여 작은 오빠인 유성준을 후계 구도에서 밀어내고 인진그룹의 후계자로 승승장구한다.
- 이정연 : 이민정

인진종합병원 VIP병동 간호사. 영세한 철공소 사장인 아버지 밑에서 성장했다. 응급실에서 VIP병동으로 옮겨오면서 거부 우금지를 만나 신임을 얻어 그에게도 새로운 기회가 다가온다. 인혜 밑에서 일하면서 연인인 도현의 가치관이 변한 것 같아 불편해지기 시작한다. 다툼이 잦아지다가 도현과 헤어진다. 정연은 말기암 환자 명준의 통증 관리를 하고 있었던 것인데 그 사정을 모르는 인혜는 악의를 갖고 동생 명준에게 접근했다고 오해하게 된다. 인혜는 인진그룹 후계자라는 직위를 이용해 정연을 병원에서 권고사직시키려고 하다가 정연으로부터 명준이 시한부 인생이라는 걸 듣게 되고 그러자 계속 명준 곁에 있어주길 요청한다. 하지만 정연은 인혜의 요청을 거절하고 병원을 퇴사한다. 병원 VIP 환자였던 우금지와의 인연으로 우금지의 그라민 은행식 대부사업을 돕는다.

### 도현의 주변 인물
- 김태성 : 이덕화

도현의 아버지. 도현과 진숙에 대한 의무를 저버리고 금광에 미쳐 돌아다녔다. 23년이 지난 후 도현에게 나타난다. 최국환, 유필상과는 금광 문제로 인해 악연이다. 교도소에서 주식에 눈을 떠 출소 후에는 주식에도 손을 대지만 잘 안풀린다. 여전히 금광 사업에 미련이 많아 도철, 정자, 만수와 함께 일확천금을 노리고 있다.
- 김도철 : 김성오

도현의 이복동생. 아버지 곁을 따라다니면서 건달로서 살아가다가 도현 밑에서 일한다. 재벌집 막내딸 미란에게 접근한다.
- 이진숙 : 김희정

도현의 어머니. 시장에서 생선 장사를 하며 힘겹게 살다가 도현이 대학생 시절에 세상을 떠난다.
- 한장석 : 이상엽

도현의 사법연수원 동기. 도현의 옆에서 함께 일을 한다.
- 현진우 : 여호민

도현의 펀드매니저 친구. 유성준의 작전 시도를 막으려는 도현을 돕는다.
- 윤기욱 : 이선호

도현의 사법연수원 동기. 수료 후 검사로 임용되었다. 검사만 5명을 배출한 부유한 집안 자제이다.

### 정연의 주변 인물
- 이용국 : 이문수

정연의 아버지. 선봉정밀의 하청업체인 '금성철물'이라는 철공소를 운영하면서 외동딸을 키워왔다.
- 우금지 : 김지영

금융계의 큰손. 젊은 시절에는 돈에 미쳐 있었고 거부가 된 후에는 그라민 은행식 대부사업을 한다. 그 사업에 물욕 없는 정연을 투입시킨다. 돈을 쫓느라 정신이 없는 도현을 보면서 자신의 젊은 시절이 떠올라 안타까워 한다.

### 인혜의 주변 인물
- 유명준 : 노민우 (1981년 9월 17일 생)

인혜의 남동생. 유필상의 첫 번째 상간녀 오숙희의 아들. 음악을 한다. 성적으로 난잡하게 생활한다. 반항기가 다분해 유필상에게 미움을 받으나, 같은 어머니를 가진 유일한 혈육 인혜의 말은 잘 듣는 편이다. VIP병동에 입원한 미란을 병문안 왔다가 정연과 만난다. 정연한테 추근대다가 정연한테 혼난 후 정신차리고 정연의 친구가 된다. 인혜가 후계자가 된 뒤에는 인진그룹 'TS몰'을 맡게 된다. 말기 암을 앓고 있다.
- 유성준 : 윤제문 (1965년 5월 21일 생)

인혜의 작은 오빠. 유필상의 배우자 정숙자의 작은 아들. 인진캐피털의 대표이사. 오만이 넘치는 재벌 2세이며 유필상의 실질적인 후계자이다. 도현과 인혜의 역작전으로 인해 후계구도에 밀려난 이후로, 국환과 협력하여 재기를 노린다.
- 최국환 : 천호진

법무법인 '대정'의 대표이사. 유미란의 생부. 검사 출신으로 30년간 유필상의 은밀한 재산을 관리해왔고 그의 충실한 일꾼이었다. 도현의 재능을 먼저 알아채고 자신의 뒤를 이을 사람으로 낙점한다. 인혜를 은밀하게 지원했으나, 그가 후계자가 된 이후로는 성준과 손을 잡는다. 강인숙과 연인관계였으나 유필상은 그걸 알면서도 강인숙을 자신의 세 번째 상간녀로 만든다. 최국환은 그런 유필상에게 앙심을 품게 되고 깊이 숨겨놓은 유필상의 비자금을 자신이 먹어야 한다고 생각한다. 유필상은 은행을 소유하려는 인혜에게 그 비자금을 넘기려고 하고 그런 인혜가 압박해 오자 최국환은 비자금 실체를 공개하는 기자회견을 열어 인진그룹에 치명상을 가한다. 유필상과 헤어진 강인숙과 몰래 연인관계를 이어가고 있고 딸 미란과 다 같이 행복하게 사는 꿈이 있다. 건달 도철이 미란 곁을 맴돌자 납치해 폭력 행사까지 한다.
- 유필상 : 김성겸

인혜의 아버지이자 인진그룹의 회장. 한국 전쟁 때 의약품을 팔면서 대한민국 지하경제를 주름잡은 아버지를 둔 최고의 부자이다. 여러 명의 상간녀를 가진 간통남이다.
- 유기준 : 최정우 (1957년 2월 17일 생)

인혜의 큰 오빠. 유필상의 배우자 정숙자의 큰 아들. 인진건설의 대표이사.
- 유태준 : ? (1985년 생)

인혜의 남동생. 유필상의 두 번째 상간녀 최명희의 아들. 현재 미국 유학 중이다.
- 유미란 : 한유이 (1986년10월 19일 생)

인혜의 여동생. 유필상의 세 번째 상간녀 강인숙의 딸. 실상은 유필상의 딸이 아니라 최국환의 딸인데 강인숙과 최국환만 그 사실을 알고 있는 상황. 철없이 행동하는, 강남의 클럽에서는 상당히 유명한 재벌가의 막내 딸이다. 인혜, 명준도 미란을 잘 챙기고 미란도 인혜, 명준을 잘 따르는 편이다. 놀고 먹으면 지원 끊겠다는 인혜한테 사업 계획서를 내밀며 여유로운 생활을 계속 유지하려고 한다. 잘나고 유식한 인간들한테 싫증이 날 무렵 무식한 건달 도철과 노는 데서 삶의 활력을 찾는다.

### 그 외 인물
- 배정자 : 강경헌

태성의 오른 팔. 유흥업소 운영자. 태성의 금광 사업 동업자. 태성, 만수, 도철과 팀을 이뤄 뛰어난 연기력으로 유기준을 농락한 후 금맥이 흐르는 땅의 소유권을 태성이 갖도록 하는 데 성공한다.
- 강인숙 : 이일화

배우 출신 여행사 사장. 최국환의 연인. 유필상의 세 번째 상간녀이자 유미란의 어머니.
- 강재범 : 정석원

인혜의 보디가드.
- 스티븐 리 : 리키 김

론 아시아의 헤지 펀드 전문가.
- 차영민 : 이해영

론 아시아의 헤지 펀드 전문가.
- 강정수 : 하태경

론 아시아의 헤지 펀드 전문가.
- 수지 : 서주애

론 아시아의 헤지 펀드 전문가.
- 구성철: 김병기

금융계의 실력자. 사건으로 인해 교도소에 수감되지만, 검은 돈을 통해서 안락한 생활을 누린다. 유필상과 악연을 가지고 있으며 감옥에서의 인연을 통해 도현과 협력한다.
- 재복: 신승환

도현의 동료. 감옥에서의 인연으로 도현 옆에서 도움을 주게 된다.
- 김응수

신흥은행 은행장.
- 장명구: 김기현

한영은행 은행장. 도현의 한영은행 인수에 도움을 주지만, 막판에 인혜 측으로 돌아선다. 그리고 인혜로부터 내쳐진다.
- 장필도: 지대한

한가족금융 사장. 사채시장에서 빌린 돈을 받아내는 데에 수단과 방법을 가리지 않는다.
- 장근호: 박혁권

유성준의 대학동기. 검사를 지내고 있으며, 도현 사건으로 인해 성준과 협력한다. 검찰총장의 꿈이 있다. 성준도 근호를 검찰총장으로 만들어 잘 이용해 먹으려고 한다.
- 제임스 정: 김병세

론 아메리카의 무한책임사원(General Patner). 유인혜와 론 아시아에 상당한 영향력을 행사한다.
- 고동춘: 조상구

주식시장 내 어둠의 실력자. 유성준의 의뢰를 받고 도현과 관련된 일을 맡게 된다.
- 이태출: 김종결

한영은행 부행장. 완고한 반대 끝에 도현의 한영은행 인수를 수용했으나, 의문의 죽음을 당한다.
- 이정도: 양진우

이태출의 장남. 신흥은행 부장. 아버지의 죽음에 도현이 관련되어 있다는 생각에 그의 신흥은행 개입에 반대한다.
- 한진수: 전국환

금융개혁위원회 위원장. 유명 정치인으로, 유필상과 유인혜와 긴밀한 관계를 맺어 오고 있다.
- 김규진
- 박새암
- 김익태
- 박용수
- 전진기
- 서광재
- 한창현
- 이종구
- 정동규
- 최성웅
- 최윤준
- 민준현
- 김태영
- 박규점
- 김광인
- 이우신
- 김기준
- 이정성
- 이석구
- 한동준: 김민혁

## 수상 경력
- 2011년 SBS 연기대상 10대 스타상 ,남자 최우수상 장혁
- 2011년 SBS 연기대상 특별 남자 연기상 윤제문

## 드라마 상 가상 / 가공 단체 및 집단
- 법무법인 대정
- 법무법인 대서양
- 법무법인 P&K
- 론 아시아
- 론 아메리카
- 론 코리아
- 인진그룹
- 인진종합병원
- 인진건설
- 인진캐피털
- TS몰
- 선봉정밀
- 밸류에셋21
- 한영은행
- 신흥은행

## 제작진
- 기획 - SBS
- 제작 - 이진석, 김양
- 책임프로듀서 - 김영섭
- 프로듀서 - 이영준
- 각본 - 최완규
- 조연출 - 남태진
- 연출 - 이창민, 강신효
- 제작 - 마이더스문화산업전문회사, JS 픽쳐스

## 시청률
| 2011년      | 2011년      | 2011년         | 2011년       | 2011년         | 2011년       |
| 회차        | 방송일      | TNmS 시청률    | TNmS 시청률  | AGB 시청률     | AGB 시청률   |
| 회차        | 방송일      | 대한민국(전국) | 서울(수도권) | 대한민국(전국) | 서울(수도권) |
| ----------- | ----------- | -------------- | ------------ | -------------- | ------------ |
| 제1회       | 2월 22일    | 8.4%           | 9.5%         | 11.5%          | 12.2%        |
| 제2회       | 2월 28일    | 8.1%           | 8.9%         | 10.5%          | 10.3%        |
| 제3회       | 3월 1일     | 11.2%          | 13.6%        | 13.4%          | 13.9%        |
| 제4회       | 3월 7일     | 10.6%          | 12.6%        | 12.4%          | 14.1%        |
| 제5회       | 3월 8일     | 11.5%          | 14.0%        | 12.4%          | 13.0%        |
| 제6회       | 3월 14일    | 11.4%          | 14.8%        | 12.9%          | 14.0%        |
| 제7회       | 3월 15일    | 10.0%          | 11.3%        | 12.6%          | 13.5%        |
| 제8회       | 3월 21일    | 12.3%          | 14.4%        | 12.5%          | 14.0%        |
| 제9회       | 3월 22일    | 11.6%          | 14.1%        | 13.1%          | 14.3%        |
| 제10회      | 3월 28일    | 10.8%          | 13.2%        | 12.5%          | 13.2%        |
| 제11회      | 3월 29일    | 11.0%          | 12.8%        | 13.0%          | 13.7%        |
| 제12회      | 4월 4일     | 12.0%          | 15.4%        | 14.5%          | 15.8%        |
| 제13회      | 4월 5일     | 12.5%          | 14.9%        | 14.8%          | 15.8%        |
| 제14회      | 4월 11일    | 11.6%          | 13.9%        | 14.7%          | 15.8%        |
| 제15회      | 4월 12일    | 13.2%          | 15.8%        | 15.3%          | 16.3%        |
| 제16회      | 4월 18일    | 12.5%          | 14.5%        | 15.0%          | 15.2%        |
| 제17회      | 4월 19일    | 13.2%          | 15.5%        | 16.3%          | 16.9%        |
| 제18회      | 4월 25일    | 12.6%          | 14.3%        | 15.5%          | 16.4%        |
| 제19회      | 4월 26일    | 13.7%          | 15.6%        | 16.4%          | 16.6%        |
| 제20회      | 5월 2일     | 12.3%          | 14.2%        | 15.4%          | 16.6%        |
| 제21회      | 5월 3일     | 13.7%          | 15.6%        | 16.0%          | 17.3%        |
| 평균 시청률 | 평균 시청률 | 11.6%          | 13.7%        | 13.8%          | 14.7%        |

## 연장
- 2011년 4월 28일 : 마이더스 방영 분량이 20부작에서 1회 연장되어 21부작으로 변경.확정되었다.[4]

## OST
2011년 2월 23일부터 강승윤, 거미, 나윤권, 로티플 스카이의 수록곡이 차례로 선공개되었으며, 3월 7일에 온 · 오프라인을 통해 정식으로 발매되었다. 2011년 4월 17일에는 드라마에 출연 중인 노민우가 참여한 앨범이 공개되었다.
| #   | 제목                           | 작사   | 작곡           | 재생 시간 |
| --- | ------------------------------ | ------ | -------------- | --------- |
| 1.  | 〈She Will Dance〉 (나윤권)    |        |                | 4:17      |
| 2.  | 〈기다리고 싶어〉 (거미)       | 최갑원 | 이현승         | 3:57      |
| 3.  | 〈니가 천국이다〉 (강승윤)     | 최갑원 | 이현승         | 3:33      |
| 4.  | 〈거짓말이죠〉 (로티플 스카이) | 기승주 | 최철호, 조용훈 | 3:51      |
| 5.  | 〈Main Theme_꿈의 서막〉       |        | 최철호, 서현일 | 5:03      |
| 6.  | 〈Prologue〉                   |        | 서현일         | 2:28      |
| 7.  | 〈Midas〉                      |        | 최철호, 서현일 | 3:34      |
| 8.  | 〈사라〉                       |        | 최철호, 서현일 | 3:45      |
| 9.  | 〈The Magic City〉             |        | 서현일         | 4:37      |
| 10. | 〈Theme_인혜〉                 |        | 서현일, 여휘수 | 3:28      |
| 11. | 〈Scarface〉                   |        | 최철호, 김종천 | 1:38      |
| 12. | 〈Thema_도현〉                 |        | 최철호, 서현일 | 3:23      |
| 13. | 〈가족〉                       |        | 서현일, 이성언 | 2:47      |
| 14. | 〈Money Game〉                 |        | 서현일         | 3:36      |
| 15. | 〈The Operation〉              |        | 서현일         | 2:32      |

아래는 싱글앨범에 포함된 곡들이다. 정렬기준은 출시 순이다.
| #  | 제목                           | 작사           | 작곡           | 재생 시간 |
| -- | ------------------------------ | -------------- | -------------- | --------- |
| 1. | 〈니가 천국이다〉 (강승윤)     | 최갑원         | 이현승         | 3:33      |
| 2. | 〈기다리고 싶어〉 (거미)       | 최갑원         | 이현승         | 3:57      |
| 3. | 〈She Will Dance〉 (나윤권)    |                |                | 4:17      |
| 4. | 〈거짓말이죠〉 (로티플 스카이) | 기승주         | 최철호, 조용훈 | 3:51      |
| 5. | 〈슬픈 사랑〉 (노민우)         | 노민우, 조용훈 | 최철호, 조용훈 | 4:00      |

## 경쟁 프로그램
- 드림하이 (KBS 2TV)
- 강력반 (KBS 2TV)
- 동안미녀 (KBS 2TV)
- 짝패 (MBC)